# Ladurée
Ladurée — французская кондитерская, один из самых известных в мире производителей макарон. Основана в 1862 году. Штаб-квартира находится в XVI округе Парижа.

## История
Луи Эрнест Ладюрэ, мельник по профессии, был талантливым писателем и создал произведения почти во всех литературных жанрах, включая пьесы, поэзию, романы, эссе, исторические и научные труды, более 20 000 писем и более 2000 книг и брошюр. Он был ярым сторонником социальных реформ, несмотря на строгие цензурные законы и суровые наказания для тех, кто их нарушал. Будучи сатирическим полемистом, он часто использовал свои произведения для критики нетерпимости, религиозных догм и французских институтов своего времени. В 1862 году он основал пекарню на Rue Royale в Париже. Во время восстания Парижской коммуны в 1871 году пекарня была сожжена дотла.
На том же месте была построена кондитерская, а Жюлю Шере был поручен внутренний интерьер. Херувимы в костюмах кондитеров, нарисованные им на потолке, образуют эмблему компании. Интерьер помещения был выкрашен в тот же цвет морской волны, что и фасад. Восхождение Ladurée к славе произошло в 1930 году, когда его внук, Пьер Десфонтен, склеил две ракушки макарон вместе со сливочным ганашем в качестве начинки. Королева Екатерина Медичи привезла макароны во Францию из Италии в 16 веке, и рецепт печенья почти не менялся на протяжении многих лет, но количество используемых ингредиентов и внешний вид конечного продукта зависели от отдельных пекарей. Пьер Эрм был ответственен за развитие кондитерской.
За один год Ladurée прошла путь от маленькой кондитерской в восьмом округе Парижа до крупного бренда. Я действительно привнес в компанию смекалку. Когда я пришел, у них не было даже логотипа.

## Наше время
В 1993 году компания Groupe Holder взяла на себя Ladurée. Groupe Holder также владеет сетью пекарен PAUL во Франции. После поглощения компания начала экспансию, чтобы превратить Ladurée из одиночной кондитерской в сеть, открыв кондитерские и чайные комнаты на Елисейских полях и в Le Printemps Haussmann в 1997 году, а затем Ladurée Bonaparte в 2002 году. Международное развитие Ladurée началось в 2005 году в Лондоне, в универмаге Harrods.
В 1997 году в Париже открылись два фирменных магазина, первый на Елисейских полях, рядом с его чайной комнатой, оформленный Жаком Гарсиа, и второй на улице Бонапарта, оформленный Роксаной Родригес. В 2006 году в Лондоне открылся магазин, также оформленный Роксаной Родригес. Кондитерские Ladurée также присутствуют в Австралии, Азербайджане, Канаде, Бельгии, Гонконге, России, Ирландии, Италии, Японии, Кувейте, Ливане, Люксембурге, Монако, Марокко, Панаме, Филиппинах, Португалии, Катаре, Румынии, Саудовской Аравии, Сингапуре, Швеции, Швейцарии, Тайване, Таиланде, Турции, Объединённых Арабских Эмиратах, Великобритании и Соединённых Штатах.
В 2012 году Ladurée выпустила коллекцию косметики, вдохновленную цветами своих макарон. Она стала доступна в Японии в феврале 2012 года, а в Европе — с ноября 2012 года.
В феврале 2014 года дизайнер ювелирных изделий, Мари-Элен де Тайлак, сотрудничала с Ladurée в создании наборов макарон . На коробке с макаронами от Мари-Элен изображено её радужное ожерелье с золотыми блестками и разноцветными драгоценными камнем. Витрины Ladurée оформлены в стиле Мари-Элен де Тайлак в магазинах Токио, Парижа и Нью-Йорка.
Из-за больших убытков во время пандемии коронавируса Groupe Holder в 2021 году вынуждена была продать сеть кондитерских Ladurée, которая к тому времени насчитывала более 85 точек в 50 странах; её купил Стефан Курби, основатель медиагруппы Banijay.

## Культурное влияние
Ladurée изготовила пирожные для фильма «Мария-Антуанетта» режиссёра Софии Копполы, её знаменитые макароны можно увидеть в сцене между Марией-Антуанеттой и послом Мерси.
Их также можно увидеть в сериале «Сплетница». Они являются любимым лакомством главной героини, Блэр Уолдорф.
Ladurée регулярно сотрудничает с модельерами, в 2009 году с Кристианом Лубутеном, затем в том же году с Marni.
В 2011 году Ladurée изготовила макароны для свадьбы Альбера II, князя Монако и Шарлен Уиттсток.

## Расположение
Помимо десяти магазинов в Париже, одного в Версале и ещё трех в Шарль-де-Голле, Ladurée управляет кондитерскими в следующих городах, по состоянию на март 2023 года:

### Европа
- Антверпен (1)
- Баку (1)
- Берлин (2)
- Вертхайм (1)
- Гамбург (1)
- Ингольштадт (1)
- Канны (1)
- Куршавель (1)
- Дублин (1)
- Женева (4)
- Лисабон (1)
- Лондон (4)
- Люксембург (1)
- Манчестер (1)
- Милан (2)
- Мюнхен (1)
- Монако (1)
- Москва (2)
- Париж (10)
- Рим (1)
- Сан-Тропе (1)
- Стокгольм (1)
- Стамбул (2)
- Тбилиси (1)
- Версаль (1)
- Цюрих (1)

### Азия
- Бангкок (1)
- Дубай (6)
- Абу-Даби (3)
- Гонконг (3)
- Куала-Лумпур (2)
- Эль-Кувейт (2)
- Киото (1)
- Манила (2)
- Доха (2)
- Эр-Рияд (2)
- Шанхай (1)
- Нанкин (1)
- Нью-Дели (1)
- Сингапур (1)
- Токио (5)
- Тайбэй (2)
- Тайчжун (1)
- Иокогама (1)

### Африка
- Каир (2)
- Касабланка (1)

### Северная и Южная Америка
- Аспен (1)
- Беверли-Хиллз (1)
- Бетесда (1)
- Глендейл (1)
- Нью-Йорк (5)
- Майами (2)
- Панама (1)
- Торонто (2)[11]
- Ванкувер (2)
- Вашингтон (2)

### Австралия
- Мельбурн (1)
- Сидней (2)

Курсивом обозначены бывшие локации